# 贝莉亚·帕雷德斯
贝莉亚·南希·帕雷德斯·阿雷亚加（西班牙語：Bella Nancy Paredes Arreaga，2002年2月25日—），厄瓜多尔女子举重运动员，2023年泛美举重锦标赛女子76公斤级银牌得主、2023年世界举重锦标赛女子76公斤级铜牌得主。